# Perrierophytum viscosum
Perrierophytum viscosum är en malvaväxtart som beskrevs av Bénédict Pierre Georges Hochreutiner. Perrierophytum viscosum ingår i släktet Perrierophytum och familjen malvaväxter. Inga underarter finns listade i Catalogue of Life.